# Torneo di Viareggio 2019
Il Torneo di Viareggio 2019 è stata la settantunesima edizione del torneo calcistico internazionale, riservato alle formazioni giovanili e organizzato dal CGC Viareggio. La competizione si è svolta tra l'11 e il 27 marzo ed è stata vinta dal Bologna per la seconda volta nella sua storia.
A causa della chiusura per motivi di sicurezza dello Stadio dei Pini di Viareggio, la gara inaugurale e la finale del torneo sono state disputate allo Stadio Alberto Picco di La Spezia, mentre le altre partite inizialmente previste nell'impianto viareggino si sono svolte all'Intels training center "Bruno Ferdeghini", sempre alla Spezia.

## Premi
- 37º Premio "Torquato Bresciani" a Gabriele Gravina, presidente della FIGC.[3]
- 57º Premio "Bruno Roghi" a Riccardo Cucchi, giornalista sportivo.[3]
- 30º Premio "Gaetano Scirea" a Giovanni Galli, campione del mondo con la nazionale italiana nel 1982.[3]
- 15º Premio "Centro Giovani Calciatori" a Roberto Samaden, responsabile del settore giovanile dell'Inter.[3]
- 2º Premio "Luigi Gianneschi" a Riccardo Fabbri, imprenditore nel settore del legname.[3]
- 1º Premio "Ondina" a Stefano Braghin, responsabile del settore giovanile della Juventus Women.[3]

## Copertura televisiva
La settantunesima edizione della Viareggio Cup è stata trasmessa attraverso il canale tematico di Rai Sport. I match andati in onda sono stati 15 in diretta televisiva, 3 in semi differita ed 1 in differita, per un totale di 19 partite complessive, che hanno reso la visione di 4 partite per ogni giornata della fase a gironi, per un totale di 12 partite, più 7 incontri riservati alla fase finale del torneo.

## Squadre partecipanti
Fonte:

### Squadre italiane
Primavera 1:
- Cagliari
- Empoli
- Fiorentina
- Genoa
- Inter
- Milan
- Sassuolo
- Torino

Primavera 2:
- Ascoli
- Benevento
- Bologna
- Livorno
- Parma
- Perugia
- Salernitana
- SPAL
- Spezia
- Venezia

Altre categorie:
- Carrarese
- Pontedera
- Rappresentativa Serie D
- Rieti
- Ternana
- Viareggio[6]

### Altre squadre europee
- Braga -
- Club Bruges -
- Dukla Praga -
- Krasnodar -
- Norchi Dinamoeli -
- Nordsjælland[7] -
- RFS Riga -

### Squadre americane
- Atlantida Juniors -
- Athl. Paranaense -
- Euro L.I.A.C. New York -
- United Youth Soccer Star -
- Westchester United -

### Squadre africane
- Berekum Chelsea -
- Nania -

### Squadre oceaniane
- APIA Leichhardt -

### Squadre asiatiche
- Cina under 19

## Date
La cerimonia dei sorteggi si è svolta il 12 febbraio 2019, ore 11:00 CET.
| Fase          | Turno            | Sorteggio        | Date             |
| ------------- | ---------------- | ---------------- | ---------------- |
| Fase a gironi | 1º giornata      | 12 febbraio 2019 | 11-12 marzo 2019 |
| Fase a gironi | 2º giornata      | 12 febbraio 2019 | 13-14 marzo 2019 |
| Fase a gironi | 3º giornata      | 12 febbraio 2019 | 15-16 marzo 2019 |
| Fase finale   | Ottavi di finale | 12 febbraio 2019 | 19 marzo 2019    |
| Fase finale   | Quarti di finale | 12 febbraio 2019 | 22 marzo 2019    |
| Fase finale   | Semifinali       | 12 febbraio 2019 | 25 marzo 2019    |
| Fase finale   | Finale           | 12 febbraio 2019 | 27 marzo 2019    |

## Formato
La Viareggio Cup si svolge secondo la seguente formula:
- Le 40 squadre sono divise in 10 gironi (1, 2, 3, 4, 5, 6, 7, 8, 9 e 10), ciascuno composto da 4 squadre. A giudizio insindacabile della società organizzatrice sono nominate le teste di serie di ciascun girone.
- Vengono quindi formati due gruppi (A e B). Il gruppo A comprende i gironi 1, 2, 3, 4 e 5 mentre il gruppo B comprende i gironi 6, 7, 8, 9 e 10.
- Le squadre si incontrano in gare di sola andata della durata di 90 minuti. Le classifiche sono redatte in base ai seguenti criteri: 3 (tre) punti per ogni gara vinta, 1 (uno) punto per ogni gara terminata in parità, 0 (zero) punti per la sconfitta. In caso di parità di punteggio valgono i criteri in ordine elencati:
  - Esito scontri diretti
  - Differenza reti negli incontri diretti fra le squadre a parità di punti
  - Differenza reti nel totale degli incontri disputati nel girone
  - Maggior numero di reti segnate sul totale degli incontri disputati nel girone
  - Età media più bassa della lista dei calciatori iscritti al torneo
  - Sorteggio

Saranno ammesse alla fase successiva le cinque squadre prime classificate di ciascun girone e le migliori tre seconde arrivate di ciascun gruppo, in base ai criteri sopra citati, per un totale di 16 club ammessi alla fase finale.

### Ottavi di finale
Le 16 squadre così individuate sono ammesse alla fase ad eliminazione diretta. Sono formati gli accoppiamenti tra le 10 (dieci) prime classificate e le 6 (sei) seconde classificate.
- In ordine di classifica, le prime 4 (quattro) squadre prime classificate nel gruppo A formano le teste di serie per gli ottavi numero 1, 3, 5, 7 (Gruppo 1). Analogamente le 4 (quattro) squadre prime classificate nel gruppo B formano le teste di serie per gli ottavi numero 2, 4, 6, 8 (Gruppo 2). La quinta prima classificata e le tre migliori seconde del gruppo A passano al Gruppo 2 per essere abbinate alle teste di serie in base ai seguenti criteri. Allo stesso modo, la quinta prima classificata e le tre migliori seconde del gruppo B passano al Gruppo 1 per essere abbinate alle teste di serie secondo la medesima procedura.
- In ordine inverso alla rispettiva classifica, la migliore prima classificata incontra la terza migliore seconda classificata, la seconda migliore prima classificata incontra la seconda migliore seconda classificata e così via a incrocio.
- Eseguiti i relativi accoppiamenti, le squadre si incontrano tra di loro in gara unica ad eliminazione diretta. In caso di parità al termine dei tempi regolamentari, per determinare la squadra vincente si procede all'esecuzione dei calci di rigore.

### Quarti di finale
Saranno ammesse ai quarti di finale le otto squadre vincenti. Gli accoppiamenti dei quarti di finale, nominate quattro teste di serie in base al palmarès e a giudizio insindacabile della società organizzatrice del torneo, saranno determinati per sorteggio formando così i gruppi 1 e 2. Le squadre si incontrano tra loro in gara unica ad eliminazione diretta. In caso di parità al termine dei tempi regolamentari, per determinare la squadra vincente si procede all'esecuzione dei calci di rigore.

### Semifinali
Le squadre vincenti del gruppo 1 e quelle vincenti del gruppo 2 saranno accoppiate fra loro e disputeranno le semifinali con le modalità previste per i Quarti di Finale. In caso di parità di punteggio al termine dei tempi regolamentari si procede all'esecuzione dei calci di rigore.

### Finale
Le vincenti delle due semifinali disputano la finale. In caso di parità dopo i tempi regolamentari si disputano due tempi supplementari di 15 (quindici) minuti ciascuno; se dopo i due tempi supplementari sussiste ancora la parità, si procede al tiro alternato dei calci di rigore fino alla determinazione della squadra vincente.

## Fase a gironi
Fonte:

### Gruppo A

#### Girone 1
| Squadra         | P.ti | G | V | P | S | GF | GS | DR |
| --------------- | ---- | - | - | - | - | -- | -- | -- |
| Braga           | 7    | 3 | 2 | 1 | 0 | 6  | 1  | +5 |
| Inter           | 7    | 3 | 2 | 1 | 0 | 5  | 2  | +3 |
| Cagliari        | 3    | 3 | 1 | 0 | 1 | 2  | 3  | -1 |
| APIA Leichhardt | 0    | 3 | 0 | 0 | 3 | 1  | 8  | -7 |

| Arbitro: | Giua (Olbia) |

|             |           |            |
| Corrado 71’ | Marcatori | 59’ Samuel |

| Arbitro: | Andreano (Prato) |

|                               |           |  |
| Dore 11’ Ladinetti 31’ (rig.) | Marcatori |  |

| Arbitro: | Vingo (Pisa) |

|                          |           |  |
| Mulattieri 51’ Ntube 88’ | Marcatori |  |

| Arbitro: | Bergamin (Castelfranco Veneto) |

|                                                      |           |  |
| Formentini 28’, 31’ Sanca 45+3’ Pelegrini 68’ (rig.) | Marcatori |  |

| Arbitro: | Catani (Fermo) |

|                            |           |              |
| Mulattieri 21’ Vergani 33’ | Marcatori | 76’ Da Silva |

| Arbitro: | Picchi (Lucca) |

|           |           |  |
| Veiga 67’ | Marcatori |  |

#### Girone 2
| Squadra       | P.ti | G | V | P | S | GF | GS | DR |
| ------------- | ---- | - | - | - | - | -- | -- | -- |
| Empoli        | 5    | 3 | 1 | 2 | 0 | 6  | 3  | +3 |
| Nordsjælland  | 4    | 3 | 1 | 1 | 1 | 9  | 6  | +3 |
| Ascoli        | 4    | 3 | 1 | 1 | 1 | 4  | 5  | -1 |
| UYSS New York | 3    | 3 | 1 | 0 | 2 | 2  | 7  | -5 |

| Arbitro: | Bianchini (Perugia) |

|                                   |           |                                |
| Maxwell 36’ (aut.) Ekong 83’, 88’ | Marcatori | 5’ Clinton 41’ Ibrahim 78’ Abu |

| Arbitro: | Russo (Torre Annunziata) |

|                                            |           |  |
| Coulibaly 47’ D'Agostino 88’, 90+4’ (rig.) | Marcatori |  |

| La Spezia 13 marzo 2019, ore 15:45 CET 2ª giornata | Empoli                          | 0 – 0 referto | Ascoli | Stadio Ferdeghini\| Arbitro: \| Campagnolo (Bassano del Grappa) \| |
| Arbitro:                                           | Campagnolo (Bassano del Grappa) |               |        |                                                                    |

| Arbitro: | Lovison (Padova) |

|            |           |                             |
| Atanga 20’ | Marcatori | 15’ (rig.) Theze 45’ Abioye |

| Arbitro: | Caldera (Como) |

|                                         |           |  |
| Bertolini 66’ Montaperto 74’ Folino 86’ | Marcatori |  |

| Arbitro: | Cecchin (Bassano del Grappa) |

|                                                   |           |          |
| Sadiq 11’, 29’ Antman 24’ Adingra 34’ Nnanami 66’ | Marcatori | 8’ Sarli |

#### Girone 3
| Squadra     | P.ti | G | V | P | S | GF | GS | DR |
| ----------- | ---- | - | - | - | - | -- | -- | -- |
| Bologna     | 9    | 3 | 3 | 0 | 0 | 7  | 2  | +5 |
| Club Bruges | 6    | 3 | 2 | 0 | 1 | 11 | 4  | +7 |
| Viareggio   | 3    | 3 | 1 | 0 | 2 | 3  | 11 | -8 |
| Ternana     | 0    | 3 | 0 | 0 | 3 | 3  | 7  | -4 |

| Arbitro: | Emmanuele (Pisa) |

|                  |           |  |
| Mazza 89’ (rig.) | Marcatori |  |

| Arbitro: | Grasso (Ariano Irpino) |

|  |           |                |
|  | Marcatori | 27’ Zaccagnini |

| Arbitro: | Rinaldi (Bassano del Grappa) |

|                                       |           |                        |
| Koutsoupias 56’, 62’ (rig.) Rabbi 76’ | Marcatori | 13’ Cori 66’ Filipponi |

| Arbitro: | Munerati (Rovigo) |

|                                                                                |           |                             |
| De Cuyper 23’ De Wolf 41’ Shala 45’ Appiah 46’, 64’ Baeten 83’, 86’ Ngonge 87’ | Marcatori | 58’ Zaccagnini 90+2’ Ciocia |

| Arbitro: | Di Giovanni (Caserta) |

|                                     |           |  |
| Stanzani 4’ Krastev 16’ Rosso 90+4’ | Marcatori |  |

| Arbitro: | D'Eusanio (Faenza) |

|                                                |           |                   |
| De Ketelaere 23’ Van Den Keybus 60’ Baeten 66’ | Marcatori | 87’ Di Bartolomeo |

#### Girone 4
| Squadra          | P.ti | G | V | P | S | GF | GS | DR  |
| ---------------- | ---- | - | - | - | - | -- | -- | --- |
| Athl. Paranaense | 9    | 3 | 3 | 0 | 0 | 9  | 3  | +6  |
| Torino           | 6    | 3 | 2 | 0 | 1 | 11 | 3  | +8  |
| Rieti            | 3    | 3 | 1 | 0 | 2 | 6  | 7  | -1  |
| Norchi Dinamoeli | 0    | 3 | 0 | 0 | 3 | 3  | 16 | -13 |

| Arbitro: | Sicurello (Seregno) |

|                                                                   |           |                  |
| Juwara 22’, 38’ Damașcan 68’, 69’ Murati 72’ (rig.) Moro 83’, 89’ | Marcatori | 23’ (aut.) Singo |

| Arbitro: | Arena (Torre del Greco) |

|             |           |                                                 |
| Pantano 52’ | Marcatori | 18’ (rig.), 27’ Vinicius Mingotti 88’ Christian |

| Arbitro: | Zamagni (Cesena) |

|                                               |           |  |
| Damașcan 11’ Juwara 78’ Tortorelli 89’ (aut.) | Marcatori |  |

| Arbitro: | Bracaccini (Macerata) |

|               |           |                                         |
| Chikovani 20’ | Marcatori | 26’, 37’, 45’ Kleiton 65’ (rig.) Jeefer |

| Arbitro: | Giaccaglia (Jesi) |

|                    |           |                            |
| Damașcan 9’ (rig.) | Marcatori | 44’ Wellington 54’ Kleiton |

| Arbitro: | Bianchini (Terni) |

|               |           |                                                              |
| Chikovani 47’ | Marcatori | 9’ Spedaliere 39’ Pantano 75’ Paglino 84’ Nasufi 86’ Parente |

#### Girone 5
| Squadra       | P.ti | G | V | P | S | GF | GS | DR  |
| ------------- | ---- | - | - | - | - | -- | -- | --- |
| Parma         | 9    | 3 | 3 | 0 | 0 | 9  | 1  | +8  |
| Venezia       | 6    | 3 | 2 | 0 | 1 | 9  | 4  | +5  |
| Nania         | 3    | 3 | 1 | 0 | 2 | 4  | 5  | -1  |
| Euro New York | 0    | 3 | 0 | 0 | 3 | 1  | 13 | -12 |

| Arbitro: | Tesi (Lucca) |

|                 |           |  |
| Kasa 29’ (rig.) | Marcatori |  |

| Arbitro: | Lingamoorthy (Genova) |

|                                             |           |  |
| Buso 17’, 37’, 50’ Rossi 72’ Schmalbach 80’ | Marcatori |  |

| Arbitro: | Frascaro (Firenze) |

|                    |           |          |
| Colley 8’ Kone 84’ | Marcatori | Buso 19’ |

| Arbitro: | Nana Tchato (Aprilia) |

|                               |           |                |
| Asante 42’ (rig.) Atadana 47’ | Marcatori | 21’ Shnadsteyn |

| Arbitro: | Gandolfo (Bra) |

|                                                  |           |  |
| Pelle 29’, 59’, 83’ Montipo 36’, 40’ Davitti 87’ | Marcatori |  |

| Arbitro: | Galipò (Firenze) |

|                 |           |                                          |
| Asante 11’, 40’ | Marcatori | 45+2’ Pimenta 70’ Pozzebon 90+8’ Ripanto |

### Gruppo B

#### Girone 6
| Squadra   | P.ti | G | V | P | S | GF | GS | DR |
| --------- | ---- | - | - | - | - | -- | -- | -- |
| Sassuolo  | 6    | 3 | 2 | 0 | 1 | 7  | 1  | +6 |
| RFS Riga  | 6    | 3 | 2 | 0 | 1 | 5  | 3  | +2 |
| Benevento | 4    | 3 | 1 | 1 | 1 | 1  | 1  | 0  |
| Pontedera | 1    | 3 | 0 | 1 | 2 | 2  | 10 | -8 |

| Arbitro: | Caldera (Como) |

|              |           |  |
| Mattioli 44’ | Marcatori |  |

| Pontedera 12 marzo 2019, ore 15:00 CET 1ª giornata | Benevento       | 0 – 0 referto | Pontedera | Stadio Ettore Mannucci\| Arbitro: \| Ubaldi (Roma 1) \| |
| Arbitro:                                           | Ubaldi (Roma 1) |               |           |                                                         |

| Arbitro: | Crezzini (Siena) |

|  |           |             |
|  | Marcatori | 37’ Mancino |

| Arbitro: | Finzi (Foligno) |

|                                                |           |                   |
| Ozols 15’ Tonisevs 30’ Zamullo 63’ Melniks 81’ | Marcatori | 60’, 90+3’ Marini |

| Arbitro: | Perri (Roma 1) |

|                                                             |           |  |
| Pellegrini 24’, 54’ Mattioli 27’, 66’ Masangu 52’ Oddei 76’ | Marcatori |  |

| Arbitro: | Turrini (Firenze) |

|           |           |  |
| Regza 76’ | Marcatori |  |

#### Girone 7
| Squadra         | P.ti | G | V | P | S | GF | GS | DR |
| --------------- | ---- | - | - | - | - | -- | -- | -- |
| Milan           | 9    | 3 | 3 | 0 | 0 | 7  | 2  | +5 |
| Berekum Chelsea | 6    | 3 | 2 | 0 | 1 | 5  | 2  | +3 |
| Spezia          | 3    | 3 | 1 | 0 | 2 | 4  | 5  | -1 |
| Carrarese       | 0    | 3 | 0 | 0 | 3 | 2  | 9  | -7 |

| Arbitro: | Piazzini (Prato) |

|          |           |  |
| Tonin 2’ | Marcatori |  |

| Arbitro: | Baldelli (Reggio Emilia) |

|                            |           |              |
| D'Eramo 10’ Morachioli 12’ | Marcatori | 31’ Scaletti |

| Arbitro: | Delrio (Reggio Emilia) |

|                            |           |                                 |
| Maldini 17’, 44’ Tonin 39’ | Marcatori | 41’ (aut.) Djaló 32’ Marianelli |

| Arbitro: | Pirriatore (Bologna) |

|                                 |           |             |
| Kwarema 15’ 16’ 29’ Asamoah 17’ | Marcatori | 23’ Diawara |

| Arbitro: | Cannata (Faenza) |

|                            |           |  |
| Olzer 13’, 20’ Di Gesù 31’ | Marcatori |  |

| Arbitro: | Tesi (Lucca) |

|               |           |  |
| Attuquaye 57’ | Marcatori |  |

#### Girone 8
| Squadra            | P.ti | G | V | P | S | GF | GS | DR |
| ------------------ | ---- | - | - | - | - | -- | -- | -- |
| Fiorentina         | 7    | 3 | 2 | 1 | 0 | 7  | 2  | +5 |
| Perugia            | 6    | 3 | 2 | 0 | 1 | 4  | 4  | 0  |
| Krasnodar          | 4    | 3 | 1 | 1 | 1 | 9  | 5  | +4 |
| Westchester United | 0    | 3 | 0 | 0 | 3 | 2  | 11 | -9 |

| Arbitro: | Taricone (Perugia) |

|                        |           |                           |
| Pierozzi 8’ Gorgos 31’ | Marcatori | 60’ Litvinov 67’ Tekuchev |

| Arbitro: | De Angeli (Milano) |

|                                  |           |              |
| Cavaliere 78’ (rig.) Settimi 85’ | Marcatori | 45+3’ Dawson |

| Arbitro: | Centi (Viterbo) |

|                                     |           |  |
| Montiel 72’ (rig.) Longo 85’ (rig.) | Marcatori |  |

| Arbitro: | Campobasso (Formia) |

|                                                  |           |            |
| Sabua 16’, 90+2’ Kotov 34’, 57’ Kutovoj 67’, 79’ | Marcatori | 55’ Harper |

| Arbitro: | Villa (Rimini) |

|                                      |           |  |
| Montiel 23’, 40’ (rig.) Pierozzi 37’ | Marcatori |  |

| Arbitro: | Dallapiccola (Trento) |

|                |           |                       |
| Kolomitsev 86’ | Marcatori | 2’ Ndir 90+6’ Settimi |

#### Girone 9
| Squadra           | P.ti | G | V | P | S | GF | GS | DR |
| ----------------- | ---- | - | - | - | - | -- | -- | -- |
| Genoa             | 7    | 3 | 2 | 1 | 0 | 5  | 3  | +2 |
| Dukla Praga       | 6    | 3 | 2 | 0 | 1 | 7  | 4  | +3 |
| Livorno           | 3    | 3 | 1 | 0 | 2 | 3  | 5  | -2 |
| Atlantida Juniors | 1    | 3 | 0 | 1 | 2 | 2  | 5  | -3 |

| Arbitro: | Zucchetti (Foligno) |

|                                  |           |                     |
| Ventola 40’ Szabo 51’ Zanoli 84’ | Marcatori | 21’ Ullman 62’ Kott |

| Arbitro: | Ancora (Roma 1) |

|                       |           |             |
| Regoli 9’ Canessa 14’ | Marcatori | 89’ Bertino |

| Arbitro: | Restaldo (Ivrea) |

|                    |           |  |
| Bianchi 86’ (rig.) | Marcatori |  |

| Arbitro: | Catallo (Frosinone) |

|                             |           |  |
| Studnicka 76’ Seung Bin 85’ | Marcatori |  |

| Arbitro: | Borriello (Arezzo) |

|              |           |               |
| Diakhate 47’ | Marcatori | 16’ Echeverry |

| Arbitro: | Bordin (Bassano del Grappa) |

|                                                 |           |            |
| Vera William Mackleyther 22’ Studnicka 32’, 52’ | Marcatori | 49’ Haoudi |

#### Girone 10
| Squadra                 | P.ti | G | V | P | S | GF | GS | DR |
| ----------------------- | ---- | - | - | - | - | -- | -- | -- |
| Rappresentativa Serie D | 7    | 3 | 2 | 1 | 0 | 5  | 1  | +4 |
| SPAL                    | 6    | 3 | 2 | 0 | 1 | 4  | 2  | +2 |
| Cina under 19           | 2    | 3 | 0 | 2 | 1 | 2  | 4  | -2 |
| Salernitana             | 1    | 3 | 0 | 1 | 2 | 1  | 5  | -4 |

| Arbitro: | Di Marco (Ciampino) |

|                 |           |                  |
| Sall 88’ (rig.) | Marcatori | 74’ Abudurousuli |

| Arbitro: | Dallapiccola (Trento) |

|                             |           |  |
| Rizzo Pinna 63’ Minaj 90+3’ | Marcatori |  |

| Arbitro: | Scatena (Avezzano) |

|                          |           |  |
| Morello 12’ Trevisan 27’ | Marcatori |  |

| Arbitro: | Ferrieri Caputi (Livorno) |

|          |           |           |
| Chen 57’ | Marcatori | 88’ Rossi |

| Arbitro: | Emmanuele (Pisa) |

|                     |           |  |
| Sall 62’ Kallon 90’ | Marcatori |  |

| Arbitro: | Nicolini (Brescia) |

|  |           |                |
|  | Marcatori | 28’, 43’ Spina |

## Fase a eliminazione diretta
|  | Ottavi di finale        | Ottavi di finale        | Ottavi di finale |                 |               | Quarti di finale | Quarti di finale | Quarti di finale |  |  | Semifinali | Semifinali | Semifinali |  |  | Finale | Finale | Finale |  |
|  |                         |                         |                  |                 |               |                  |                  |                  |  |  |            |            |            |  |  |        |        |        |  |
|  | Rappresentativa Serie D | Rappresentativa Serie D | 0                |                 |               |                  |                  |                  |  |  |            |            |            |  |  |        |        |        |  |
|  | Rappresentativa Serie D | Rappresentativa Serie D | 0                |                 |               |                  |                  |                  |  |  |            |            |            |  |  |        |        |        |  |
|  | Inter                   | Inter                   | 2                |                 |               |                  |                  |                  |  |  |            |            |            |  |  |        |        |        |  |
|  | Inter                   | Inter                   | 2                |                 | Inter         | Inter            | 0                |                  |  |  |            |            |            |  |  |        |        |        |  |
|  |                         |                         |                  |                 | Inter         | Inter            | 0                |                  |  |  |            |            |            |  |  |        |        |        |  |
|  |                         |                         | Club Bruges      | Club Bruges     | 3             |                  |                  |                  |  |  |            |            |            |  |  |        |        |        |  |
|  | Milan                   | Milan                   | Club Bruges      | Club Bruges     | 3             | 2 (2)            |                  |                  |  |  |            |            |            |  |  |        |        |        |  |
|  | Milan                   | Milan                   |                  |                 |               |                  |                  |                  |  |  |            |            |            |  |  |        |        |        |  |
|  | Club Bruges (dtr)       | Club Bruges (dtr)       | 2 (4)            |                 |               |                  |                  |                  |  |  |            |            |            |  |  |        |        |        |  |
|  | Club Bruges (dtr)       | Club Bruges (dtr)       | 2 (4)            |                 | Club Bruges   | Club Bruges      | 1 (5)            |                  |  |  |            |            |            |  |  |        |        |        |  |
|  |                         |                         |                  |                 |               |                  |                  |                  |  |  |            |            |            |  |  |        |        |        |  |
|  |                         |                         | Bologna (dtr)    | Bologna (dtr)   | 1 (6)         |                  |                  |                  |  |  |            |            |            |  |  |        |        |        |  |
|  | Bologna                 | Bologna                 | Bologna (dtr)    | Bologna (dtr)   | 1 (6)         | 2                |                  |                  |  |  |            |            |            |  |  |        |        |        |  |
|  | Bologna                 | Bologna                 |                  |                 |               |                  |                  |                  |  |  |            |            |            |  |  |        |        |        |  |
|  | Dukla Praga             | Dukla Praga             | 0                |                 |               |                  |                  |                  |  |  |            |            |            |  |  |        |        |        |  |
|  | Dukla Praga             | Dukla Praga             | 0                |                 | Bologna       | Bologna          | 1                |                  |  |  |            |            |            |  |  |        |        |        |  |
|  |                         |                         |                  |                 | Bologna       | Bologna          | 1                |                  |  |  |            |            |            |  |  |        |        |        |  |
|  |                         |                         | Braga            | Braga           | 0             |                  |                  |                  |  |  |            |            |            |  |  |        |        |        |  |
|  | Braga (dtr)             | Braga (dtr)             | Braga            | Braga           | 0             | 1 (4)            |                  |                  |  |  |            |            |            |  |  |        |        |        |  |
|  | Braga (dtr)             | Braga (dtr)             |                  |                 |               |                  |                  |                  |  |  |            |            |            |  |  |        |        |        |  |
|  | Sassuolo                | Sassuolo                | 1 (2)            |                 |               |                  |                  |                  |  |  |            |            |            |  |  |        |        |        |  |
|  | Sassuolo                | Sassuolo                | 1 (2)            |                 | Bologna (dtr) | Bologna (dtr)    | 1 (7)            |                  |  |  |            |            |            |  |  |        |        |        |  |
|  |                         |                         |                  |                 |               |                  |                  |                  |  |  |            |            |            |  |  |        |        |        |  |
|  |                         |                         | Genoa            | Genoa           | 1 (6)         |                  |                  |                  |  |  |            |            |            |  |  |        |        |        |  |
|  | Genoa                   | Genoa                   | Genoa            | Genoa           | 1 (6)         | 1                |                  |                  |  |  |            |            |            |  |  |        |        |        |  |
|  | Genoa                   | Genoa                   |                  |                 |               |                  |                  |                  |  |  |            |            |            |  |  |        |        |        |  |
|  | Empoli                  | Empoli                  | 0                |                 |               |                  |                  |                  |  |  |            |            |            |  |  |        |        |        |  |
|  | Empoli                  | Empoli                  | 0                |                 | Genoa (dtr)   | Genoa (dtr)      | 1 (4)            |                  |  |  |            |            |            |  |  |        |        |        |  |
|  |                         |                         |                  |                 | Genoa (dtr)   | Genoa (dtr)      | 1 (4)            |                  |  |  |            |            |            |  |  |        |        |        |  |
|  |                         |                         | Berekum Chelsea  | Berekum Chelsea | 1 (2)         |                  |                  |                  |  |  |            |            |            |  |  |        |        |        |  |
|  | Athl. Paranaense        | Athl. Paranaense        | Berekum Chelsea  | Berekum Chelsea | 1 (2)         | 1 (6)            |                  |                  |  |  |            |            |            |  |  |        |        |        |  |
|  | Athl. Paranaense        | Athl. Paranaense        |                  |                 |               |                  |                  |                  |  |  |            |            |            |  |  |        |        |        |  |
|  | Berekum Chelsea (dtr)   | Berekum Chelsea (dtr)   | 1 (7)            |                 |               |                  |                  |                  |  |  |            |            |            |  |  |        |        |        |  |
|  | Berekum Chelsea (dtr)   | Berekum Chelsea (dtr)   | 1 (7)            |                 | Genoa         | Genoa            | 3                |                  |  |  |            |            |            |  |  |        |        |        |  |
|  |                         |                         |                  |                 |               |                  |                  |                  |  |  |            |            |            |  |  |        |        |        |  |
|  |                         |                         | Parma            | Parma           | 2             |                  |                  |                  |  |  |            |            |            |  |  |        |        |        |  |
|  | Fiorentina              | Fiorentina              | Parma            | Parma           | 2             | 4                |                  |                  |  |  |            |            |            |  |  |        |        |        |  |
|  | Fiorentina              | Fiorentina              |                  |                 |               |                  |                  |                  |  |  |            |            |            |  |  |        |        |        |  |
|  | Torino                  | Torino                  | 2                |                 |               |                  |                  |                  |  |  |            |            |            |  |  |        |        |        |  |
|  | Torino                  | Torino                  | 2                |                 | Fiorentina    | Fiorentina       | 1                |                  |  |  |            |            |            |  |  |        |        |        |  |
|  |                         |                         |                  |                 | Fiorentina    | Fiorentina       | 1                |                  |  |  |            |            |            |  |  |        |        |        |  |
|  |                         |                         | Parma            | Parma           | 4             |                  |                  |                  |  |  |            |            |            |  |  |        |        |        |  |
|  | Parma (dtr)             | Parma (dtr)             | Parma            | Parma           | 4             | 2 (4)            |                  |                  |  |  |            |            |            |  |  |        |        |        |  |
|  | Parma (dtr)             | Parma (dtr)             |                  |                 |               |                  |                  |                  |  |  |            |            |            |  |  |        |        |        |  |
|  | RFS Riga                | RFS Riga                | 2 (2)            |                 |               |                  |                  |                  |  |  |            |            |            |  |  |        |        |        |  |

### Ottavi di finale
| Squadra 1               | Risultato       | Squadra 2       |
| ----------------------- | --------------- | --------------- |
| Parma                   | 2 - 2 (6-4 dtr) | RFS Riga        |
| Athl. Paranaense        | 1 - 1 (7-8 dtr) | Berekum Chelsea |
| Bologna                 | 2 - 0           | Dukla Praga     |
| Braga                   | 1 - 1 (5-3 dtr) | Sassuolo        |
| Milan                   | 2 - 2 (4-6 dtr) | Club Bruges     |
| Fiorentina              | 4 - 2           | Torino          |
| Rappresentativa Serie D | 0 - 2           | Inter           |
| Genoa                   | 1 - 0           | Empoli          |

| Arbitro: | Maranesi (Ciampino) |

|                                                                                       |                      |                                                                 |
| David 53’                                                                             | Marcatori            | 16’ Attuquaye                                                   |
| Vinicius Mingotti Joao Pedro Luca Caio Victor Cruz Kleiton Vinicius Kaue David Brener | Tiri di rigore 6 – 7 | Asamoah Abdul Attuquaye Mohammed Adjei Borquaye Ashitey Suleman |

| Arbitro: | Zingarelli (Siena) |

|  |           |                                |
|  | Marcatori | 15’ Nolan 90+2’ (rig.) Vergani |

| Arbitro: | Mercenaro (Genova) |

|                                      |                      |                                  |
| Camara 66’ Pelle 74’                 | Marcatori            | 47’, 50’ Troninkovs              |
| Pelle Chiacchio Camara Monti Montipò | Tiri di rigore 4 – 2 | Melniks Troninkovs Kolinko Young |

| Arbitro: | Gualtieri (Asti) |

|                              |                      |                                 |
| Oliveira 4’                  | Marcatori            | 77’ (rig.) Mattioli             |
| Santos Pelegrini Costa Sanca | Tiri di rigore 4 – 2 | Pellegrini Oddei Ghion Mattioli |

| Arbitro: | Bitonti (Bologna) |

|                                     |                      |                                                |
| Pecorino 60’ Haidara 67’            | Marcatori            | 76’ Cambier 90’ (rig.) De Wolf                 |
| Abanda Mionic Martimbianco Tsadjout | Tiri di rigore 2 – 4 | De Cuyper De Wolf De Clerck Cambier De Cuyffer |

| Arbitro: | Gariglio (Pinerolo) |

|             |           |  |
| Ventola 67’ | Marcatori |  |

| Arbitro: | Ricci (Firenze) |

|                            |           |  |
| Stanzani 55’ Cossalter 69’ | Marcatori |  |

| Arbitro: | Colombo (Como) |

|                                          |           |                     |
| Montiel 12’ Longo 17’, 46’ Ferrarini 19’ | Marcatori | 31’ Onisa 37’ Rauti |

### Quarti di finale
| Squadra 1  | Risultato       | Squadra 2       |
| ---------- | --------------- | --------------- |
| Inter      | 0 - 3           | Club Bruges     |
| Bologna    | 1 - 0           | Braga           |
| Genoa      | 1 - 1 (5-3 dtr) | Berekum Chelsea |
| Fiorentina | 1 - 4           | Parma           |

| Arbitro: | Meraviglia (Pistoia) |

|  |           |                                           |
|  | Marcatori | 5’ (aut.) Gianelli 83’ Appiah 86’ De Wolf |

| Arbitro: | Santoro (Messina) |

|               |           |  |
| Cossalter 85’ | Marcatori |  |

| Arbitro: | Cipriani (Empoli) |

|                                |                      |                                  |
| Bianchi 25’ (rig.)             | Marcatori            | 90+3’ Attuquaye                  |
| Bianchi da Cunha Cella Adamoli | Tiri di rigore 4 – 2 | Asamoah Mohammed Abdul Attuquaye |

| Arbitro: | Sozza (Seregno) |

|               |           |                                           |
| Ferrarini 55’ | Marcatori | 12’ Tardivo 65’, 70’ Camara 78’ Chiacchio |

### Semifinali
| Squadra 1   | Risultato       | Squadra 2 |
| ----------- | --------------- | --------- |
| Genoa       | 3 - 2           | Parma     |
| Club Bruges | 1 - 1 (6-7 dtr) | Bologna   |

| Arbitro: | Marchetti (Ostia Lido) |

|                                    |           |                        |
| Adamoli 14’ Szabò 51’ Cleonise 88’ | Marcatori | 24’ Tardivo 33’ Camara |

| Arbitro: | Amabile (Vicenza) |

|                                                           |                      |                                                    |
| De Kuyffer 58’ (rig.)                                     | Marcatori            | 47’ Cossalter                                      |
| De Cuyper De Ketelaere Voet De Clerck De Kuyffer Vervaque | Tiri di rigore 5 – 6 | Militari Ruffo Nivokazi Kastrati Stanzani Visconti |

### Finale
| Squadra 1 | Risultato       | Squadra 2 |
| --------- | --------------- | --------- |
| Bologna   | 1 - 1 (7-6 dcr) | Genoa     |

| Arbitro: | Banti (Livorno) |

| |                      | |
| Cossalter 89’ | Marcatori            | 56’ Bianchi |
| Cossalter Farinelli Ruffo Luci Lunghi Mazza Piccardi Cassandro | Tiri di rigore 6 – 5 | Adamoli Da Cunha Cella Rovella Ventola Diakhatè Petrovic |
| · Fantoni · 64’ Kastrati · Cassandro · Khailoti · 71’ Visconti · 79’ Militari · 112’ Mazza · 64’ Koutsoupias · 71’ Stanzani · 64’ Nivokazi · 71’ Rabbi                            | Formazioni           | · Raccichini · Piccardo 91’ · Zanoli 87’ · Fallou · Gonçalves 91’ · Masini 65’ 67’ · Rovella · Karic · Bianchi 67’ · Szabo 87’ · Cleonise 79’                                                           |
| · Bizzini · Barnabà · Busi · 71’ Krăstev · 71’ Farinelli · 64’ Lunghi · Padovan · Dama · 64’ Piccardi · Rosso · 67’ Cossalter · 71’ Ruffo Luci · Saputo · Soldani · 79’ Uhunamure | Sostituzioni         | · Ruggiero · Montaldo · Wozniak · Adamoli 67’ · Da Cunha 87’ · Dumbrăvanu · Raggio · Gasco 87’ · Petrovic 91’ · Ventola 79’ · Criscito · Ricci · Cella 64’ 90+2’ · Dellepiane · Besaggio · Diakhatè 91’ |
| Troise | Allenatori           | Sabatini |

## Classifica marcatori
| Gol | Rigori |  | Giocatore            | Squadra          |
| --- | ------ |  | -------------------- | ---------------- |
| 4   |        |  | Alex Cossalter       | Bologna          |
| 4   |        |  | Nicolò Buso          | Venezia          |
| 4   |        |  | Kleiton              | Athl. Paranaense |
| 4   |        |  | Drissa Camara        | Parma            |
| 4   |        |  | Federico Pelle       | Parma            |
| 4   | 1      |  | Andrea Mattioli      | Sassuolo         |
| 4   | 1      |  | Vitalie Damașcan     | Torino           |
| 4   | 2      |  | Tòfol Montiel        | Fiorentina       |
| 3   |        |  | Flavio Bianchi       | Genoa            |
| 3   |        |  | Eric Appiah          | Club Bruges      |
| 3   |        |  | Jonah Attuquaye      | Berekum Chelsea  |
| 3   |        |  | Thibo Baeten         | Club Bruges      |
| 3   |        |  | Stepan Studnicka     | Dukla Praga      |
| 3   |        |  | Musa Juwara          | Torino           |
| 3   | 1      |  | Frank Boateng Asante | Nania            |
| 3   | 1      |  | Mathias De Wolf      | Club Bruges      |
| 3   | 1      |  | Salvatore Longo      | Fiorentina       |